# Saint-Germain (Meurthe-et-Moselle)
Saint-Germain é uma comuna francesa na região administrativa de Grande Leste, no departamento de Meurthe-et-Moselle. Estende-se por uma área de 7,68 km². Em 2010 a comuna tinha 163 habitantes (densidade: 21,2 hab./km²).